# Sherlock Holmes roulé par Rigadin
Pour plus de détails, voir Fiche technique et Distribution.
Sherlock Holmes roulé par Rigadin est un film muet français réalisé par Georges Monca, sorti en 1914.

## Fiche technique
- Titre : Sherlock Holmes roulé par Rigadin
- Réalisation : Georges Monca
- Scénario : Charles Prince
- Photographie :
- Montage :
- Société de production : Pathé Frères
- Société de distribution : Pathé Frères
- Pays d'origine :  France
- Langue : film muet avec les intertitres en français
- Métrage : 215 mètres
- Format : Noir et blanc — 35 mm — 1,33:1 — Muet
- Genre :  Comédie
- Durée : 7 minutes
- Dates de sortie : 
  - France : 26 juin 1914

## Distribution
- Charles Prince : Rigadin
- André Simon : Sherlock Holmes
- Charles Lorrain : un ami
- Henri Collen : le marchand turc
- Yvonne Maëlec
- Pâquerette